# Moto Parilla
Moto Parilla o, simplement, Parilla, va ser una empresa italiana fabricant de motocicletes amb seu a Milà que va tenir activitat entre el 1946 i el 1967.

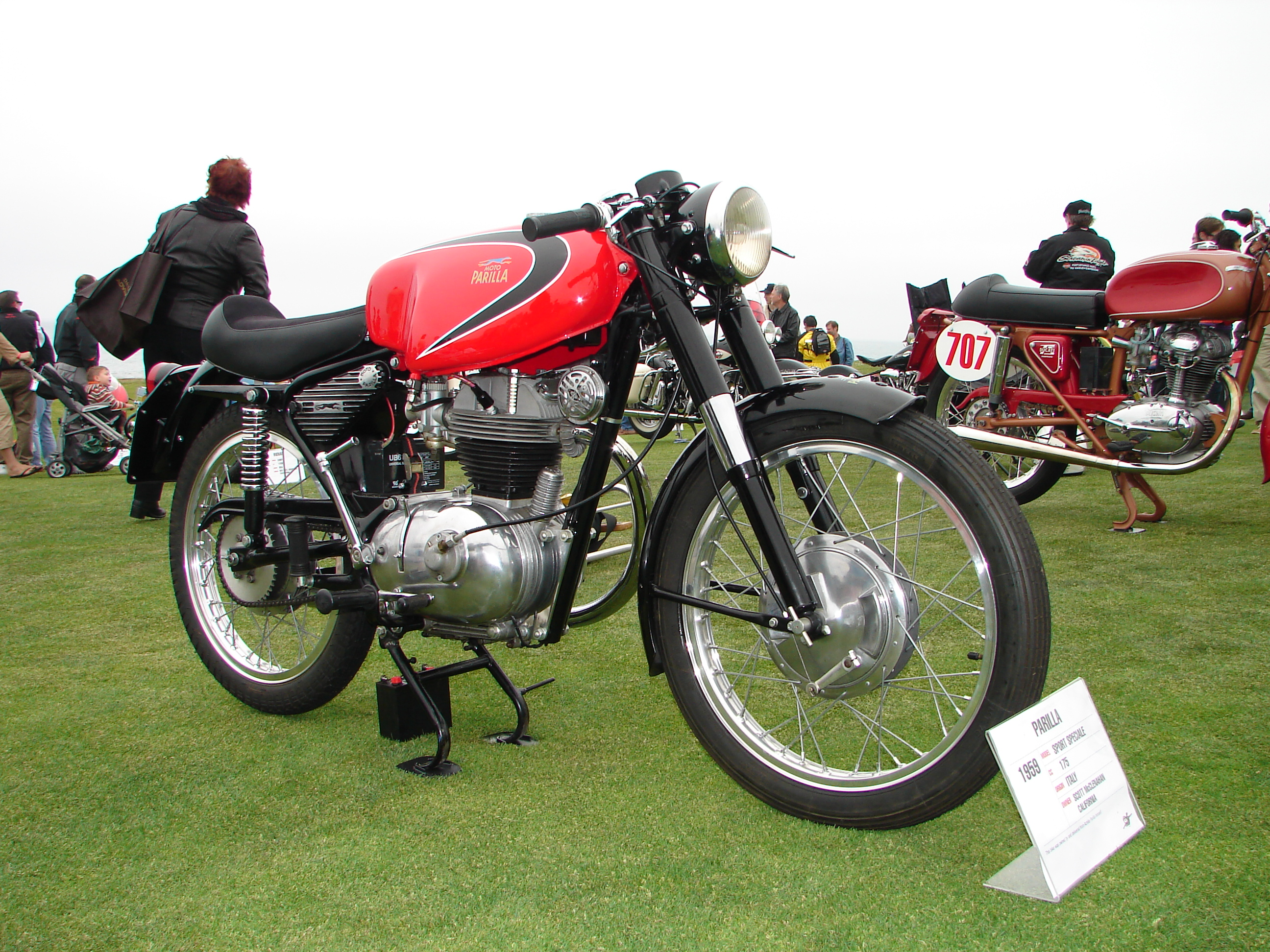
Una Parilla Sport Speciale 175 de 1959

Fundada per Giovanni Parrilla (que va eliminar una "R" del seu cognom a l'hora d'anomenar la marca), l'empresa va començar tot dissenyant, construint i competint amb una motocicleta equipada amb motor monocilíndric OHC de 248 cc, més tard modificat per a fer-lo DOHC. Més endavant, Parilla va produir una gamma de motocicletes de carretera amb motors de 98, 125 i 250 cc. El 1952, l'empresa va contractar el dissenyador de motocicletes Soncini i va millorar la gamma de productes. A començaments de la dècada del 1960, Parilla va experimentar amb un motor de dos temps de 125 cc amb vàlvula rotativa i caixa de canvis de 5 velocitats, però aquest projecte es va abandonar i l'empresa va acabar tancant el 1967.